# 100 г. пр.н.е.
100 година преди новата ера (пр.н.е.) е година от доюлианския (Помпилийски) римски календар.

## Събития

### В Римската република
- Консули са Гай Марий (за VI път) и Луций Валерий Флак (консул 100 пр.н.е.).
- Политическата конфронтация между Гай Марий и Квинт Цецилий Метел Нумидийски, относно непрекъснатото ежегодно преизбиране на първия за консул подтиква Марий, да потърси съюз с трибуна Луций Апулей Сатурнин и претора Гай Сервилий Главция като накара лоялните му бивши войници в народните събрания да подкрепят инициативите на двамата.[1]
- Сатурнин прокарва три важни и спорни закона:
  - такъв за основаване на колонии в Сицилия, Ахея и Македония (Lex Appuleia de coloniis in Siciliam, Achaiam, Macedoniam deducendis);[2]
  - зърнен закон (Lex Appuleia frumentaria) за субсидирано от държавата раздаване на зърно на плебса в Рим и свързаните с това цени, на който ожесточено се противопоставя квестора Квинт Сервилий Цепион поради голямата тежест стоварена на държавната хазна;[3][2]
  - аграрен закон (Lex Appuleia agraria)[2] за раздаване на земи в Цизалпийска Галия, който е приет с помощта на ветераните на Марий. Той става причина и за изпращането в заточение на Квинт Цецилий Метел Нумидийски, който не полага изискваната клетва, че ще го спазва.[3]
- През декември, на изборите за консули за следващата години, двамата кандидати Сатурнин и Главция изпращат свои привърженици да убият третия кандидат Гай Мемий. Убийството става причина Сенатът, за втори път в римската история да приеме Senatus consultum ultimum, с което обявява Сатурнин и Главция за обществени врагове и изисква от консулите да защитят обществения интерес.[4]
- Гай Марий раздава оръжие и сформира милиция, с която побеждава в схватка на Форума Сатурнин, Главция и техните привърженици като впоследствие ги обсажда на Капитолия и скоро приема предаването им под условие, че няма да бъдат екзекутирани. Групата е задържана в Курия Хостилия, но въпреки това тя е нападната от опонентите ѝ, които убиват част от нея включително Сатурнин и Главция.[4]

## Родени
- 13 юли – Гай Юлий Цезар, римски военачалник и политик (умрял 44 г. пр.н.е.)
- Тит Лабиен, римски военачалник (умрял 45 г. пр.н.е.)
- Корнелий Непот, римски писател и историк (умрял 25 г. пр.н.е.)
- Емилия Скавра, дъщеря на Марк Емилий Скавър Старши (умряла 82 г. пр.н.е.)
- Антипатър Идумейски, баща на Ирод I Велики (умрял 43 г. пр.н.е.)

## Починали
- Корнелия Африканска, римска матрона и майка на братятя Гракхи (родена 190 г. пр.н.е.)
- Гай Мемий, римски политик
- Луций Апулей Сатурнин, римски политик (роден ок. 138 г. пр.н.е.)
- Гай Сервилий Главция, римски политик